# Св. св. Кирил и Методий (Стара Загора)
„Свети Кирил и Методий“ е източнокатолическа църква с енория на Софийската епархия в Стара Загора, България.

## История на енорията
След опожаряването на Стара Загора по време на Руско-турска война хиляди бежанци се стичат в Одрин и намират препитание и подкрепа при свещениците възкресенци. Много деца са приети в тяхното училище за по-кратко или за по-дълго време. Така в града постепенно възниква подходяща почва за религиозно-просветната дейност, която възкресенците се опитват да култивират. 
Католическата енория е основана през 1899 г., когато в града пристигат предстоятелят на възкресенската мисия в Одрин и директор на гимназията Август Мозер, заедно със Симеон Кобжински и Тома Олшевски. Те бързо успяват да сплотят около себе си разнородната католическа общност от около 80 – 100 души в града и откриват параклис, който на първо време се помещава в частен дом. Първата литургия в него е отслужена на 13 декември в присъствието на работниците от железопътната линия, местните католици и симпатизанти. Така възниква първата мисия на обществото на отците възкресенци в България.
След войната броят на латинските католици намалява. През 20-те години на ХХ век униатското присъствие в града се засилва и се подновява идеята за строеж на източнокатолически храм. През 30-те години енорийски свещеници са отците Тодор Димитров, Стефан Мешков, и Васил Гаруфалов.
Колежът на възкресенците в Одрин е затворен през 1929 г. Скоро след това те основават своя семинария в Стара Загора. В нея са подготвяни момчета завършили начално образование да продължат духовното си образование във висшата семинарията на възкресенците в Краков. Семинарията разполага с богата библиотека от книги, пренесени от Одрин. Възпитаници на семинарията са възкресенците архимандрит Рафаил Пеев, архимандрит Антон Петров и отците Игнат Бадов и Никола Радев. Архимандрит Купен Михайлов е също учил в семинарията.
През 1953 г. сградите на семинарията за отчуждени. По-ценните книги са пренесени в Бургас и Малко Търново. През 1960 г. официално мисията на възкресенците в Стара Загора е закрита.
През 1995 г. енорийска дейност е поета от отците салезиани. През февруари 2008 г. се основава малко общество от трима салезиани: отец Иржи Свобода, отец Мартин Илек и отец Ярослав Фогл. През 2013 г. в кв. „Лозенец“ започва строителството на нов храм – „Дева Мария – Помощница на християните“.
През 2019 г. излиза книгата „120 години католическа енория от източен обред в Стара Загора 1899 – 2019“ с автори Станка Битлиева и Мартин Илек и рецензент проф. дин Светлозар Елдъров.

## История на храма
Преди Първата световна война е купена малка къща, която служи за параклис „Дева Мария Лудорска“ и дом на отците-възкресенци. Ураган по време на Чирпанското земетресение разрушава сградата на параклиса. През 1930 г. започва строеж на нов храм. През 1932 г. са построени енорийският храм „Свети Кирил и Методий“ заедно с енорийски комплекс включващ семинария за подготовка на свещеници с библиотека и свещенически дом.
Църквата в Стара Загора е единствената католическа църква в България, на която режимът след 1944 г. е посегнал и разрушил. През 1961 г. била отчуждена и сградата на отците. Така енорийският дом е разширен върху основите на църквата и е преустроен в пионерски дом. По-късно сградата е надстроена с трети етаж.
След 1997 г. част от сградата е реституирана. На първия етаж в нея се намира параклис, в който се провежда Светата литургия.
Храмов празник – 11 май.